# Atak na moskiewski teatr na Dubrowce
Atak na moskiewski teatr na Dubrowce – atak terrorystyczny przeprowadzony przez czeczeńskie komando pod przywództwem Mowsara Barajewa w dniach 23–26 października 2002 w Moskwie, zakończony odbiciem obiektu przez antyterrorystów i śmiercią 173 osób, w tym 133 zakładników. Atak był zorganizowany przy wsparciu rosyjskich służb FSB, w związku z planowanym w Kopenhadze Światowym Kongresem Czeczenów 28 października, na którym miał zostać przedstawiony plan pokojowy dla Czeczeni pod przywództwem Asłana Maschadowa. Pokój miał być zapewniony dzięki wsparciu sił międzynarodowych, obserwatorów OBWE, ONZ i Rady Europy. Władze na Kremlu obawiały się, że wpuszczenie niezależnych obserwatorów do Czeczeni spowoduje ujawnienie skali mordów na ludności cywilnej Czeczeni w trakcie drugiej wojny czeczeńskiej. Atak na moskiewski teatr na Dubrowce spowodował, że uznano prezydenta Asłana Maschadowa za terrorystę, a rozmowy o pokoju w Czeczenii zakończyły się fiaskiem.

## Historia
Atak rozpoczął się 23 października ok. godz. 21:00 czasu lokalnego. Wówczas w teatrze odgrywano drugi akt musicalu „Nord-Ost”. W tym momencie w obiekcie znajdowały się 922 osoby. Terroryści opanowali budynek, do którego wnieśli karabiny, granaty, miny i potężne bomby domowej roboty, wcześniej przetransportowane ciężarówkami z Czeczenii. Podczas kontroli drogowych, ekstremiści wręczali milicjantom wysokie łapówki, by ci odstąpili od sprawdzania transportowanych ładunków.
Wśród zamachowców były ubrane w czarne burki kobiety (tzw. czarne wdowy), które miały na sobie ładunki wybuchowe. Kobiety usiadły wśród widzów, a następnie zagrożono, że w przypadku szturmu na teatr odpalą one bomby. Terroryści wywiesili na scenie czarną szahadę i zażądali zakończenia wojny w Czeczenii oraz natychmiastowego wycofania stamtąd wszystkich wojsk rosyjskich. Postawili ultimatum, dając tydzień na jego spełnienie. Po tym czasie mieli zabijać zakładników.
W nocy z 23 na 24 października, po negocjacjach, terroryści wypuścili z teatru wszystkich muzułmanów, Gruzinów, część dzieci, kilku cudzoziemców, a także mężczyznę chorego na serce oraz kobietę w zaawansowanym stadium ciąży. Z budynku uciekło też przez okno w garderobie 15 osób z obsługi teatru. Jednak tej nocy zastrzelono na widowni kilka osób podejrzanych o przynależność do rosyjskich służb specjalnych.

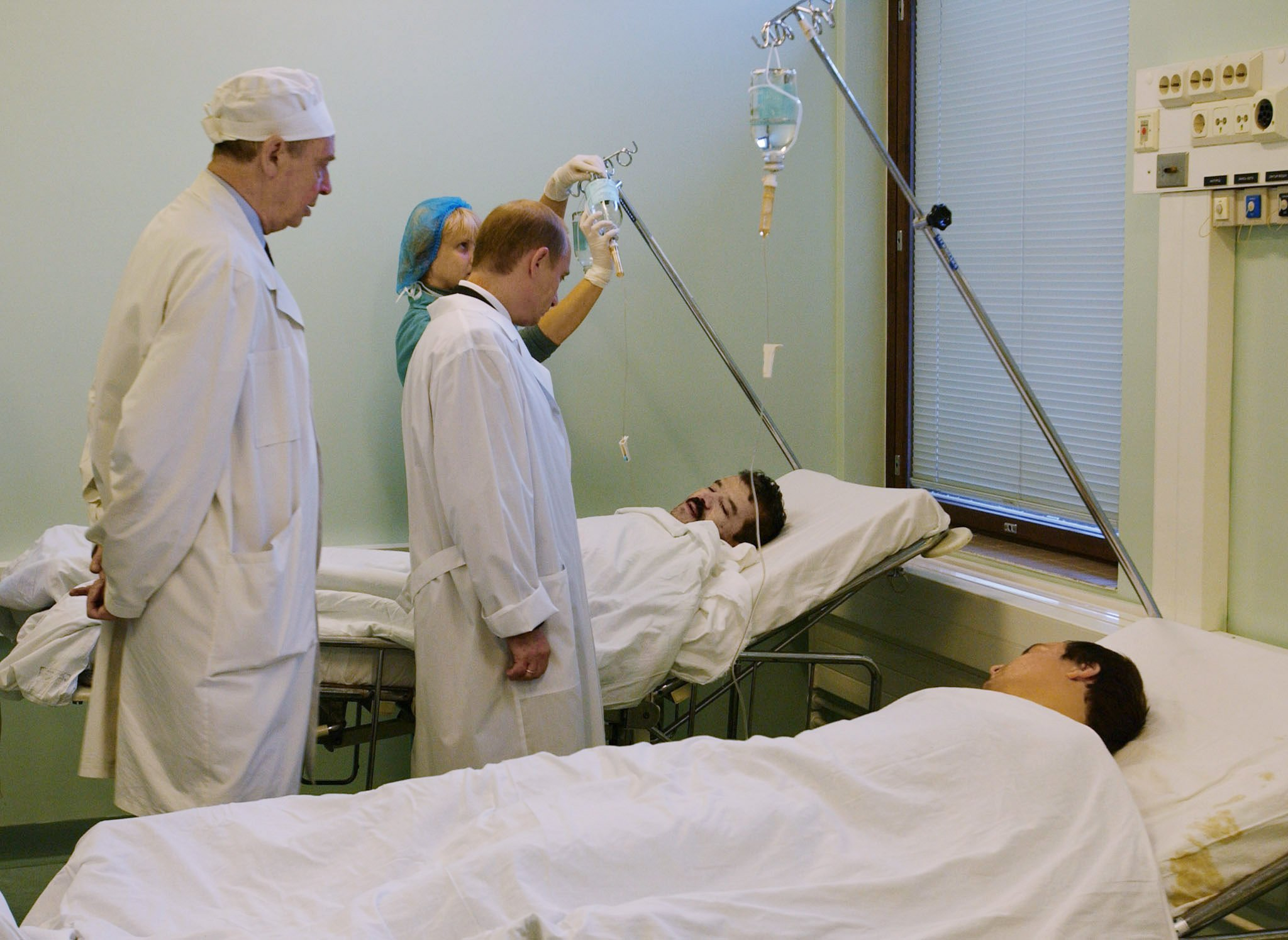
Władimir Putin odwiedza ofiary, 26 października 2002

Po 57 godzinach zajmowania budynku przez terrorystów, 26 października rosyjskie oddziały specjalne „Alfa” i „Wympieł” podjęły szturm na teatr. Nim doszło do wejścia żołnierzy sił specjalnych, do teatru wpuszczono gaz usypiający (prawdopodobnie halotan jako nośnik, a w nim rozpuszczone fentanyl i 3-Metylofentanyl), który uśpił zakładników i terrorystów. Dzięki temu antyterroryści mogli bezpiecznie wejść do budynku i wyeliminować, zabijając na miejscu 40 terrorystów przez strzał w głowę, w tym kobiety, które miały na sobie ładunki wybuchowe. W akcji zginęło także 129 uśpionych zakładników, którzy zatruli się gazem. Władze rosyjskie nie poinformowały lekarzy o rodzaju użytego gazu, przez co nie mogli oni podać ofiarom prawidłowego antidotum (odtrutką na zatrucie fentanylem jest nalokson).
Mimo wielu ofiar, z powodu trudnych warunków, problemów przy ewakuacji rannych (niedostateczna liczba karetek, brak miejsc w szpitalach), akcja odbicia zakładników została uznana przez gen. Sławomira Petelickiego za dobrze przeprowadzoną. Prezydent Rosji Władimir Putin uznał akcję odbicia teatru z rąk terrorystów za sukces. Zarazem wyraził żal z powodu liczby ofiar. Rodziny zabitych domagały się pociągnięcia do odpowiedzialności ludzi, którzy dowodzili operacją antyterrorystyczną, jednak śledztwo zawieszono.